# Le Doc au pays
Albums de Doc Gynéco
Doc Gynéco enregistre au quartier
(2006) Peace Maker
(2008)
Le Doc au pays est un album de Doc Gynéco regroupant des morceaux tirés du double album Un homme nature / Doc Gynéco enregistre au quartier et regroupés en un seul CD. L'album n'est sorti qu'aux Antilles deux mois après la sortie des deux albums en France.

## Liste des titres
| No  | Titre                     | Durée |
| --- | ------------------------- | ----- |
| 1.  | Marti-loupe               | 2:54  |
| 2.  | La Party (feat. Boozoo)   | 3:58  |
| 3.  | Grillé                    | 3:15  |
| 4.  | Gynéco a dit              | 3:49  |
| 5.  | Elle aime                 | 4:07  |
| 6.  | Donne-moi un SMIC         | 3:34  |
| 7.  | Stoppe la dette           | 4:28  |
| 8.  | String ma belle           | 3:52  |
| 9.  | Le roi des animaux        | 3:17  |
| 10. | Éolienne                  | 2:48  |
| 11. | Martyr                    | 4:08  |
| 12. | J'ai jamais dit je t'aime | 4:26  |
| 13. | La douleur et la haine    | 4:24  |
| 14. | Un homme nature           | 3:36  |
| 15. | L'amour (feat. Monglisha) | 5:27  |